# Adra (India)
Adra is een census town in het district Purulia van de Indiase staat West-Bengalen.

## Demografie
Volgens de Indiase volkstelling van 2001 wonen er 22.030 mensen in Adra, waarvan 52% mannelijk en 48% vrouwelijk is. De plaats heeft een alfabetiseringsgraad van 16.084 personen.